# Mette Petersen
Mette Petersen (* 18. Januar 1955 in Lyngby) ist eine dänische Jazzmusikerin (Piano, Komposition).
Petersen hat unter anderem bei Richie Beirach und Duke Jordan studiert. Mit Lotte Anker gründete sie ein Quartett (mit Jesper Lundgaard und Jesper Elén), mit dem sie das Album Beyond the Mist (Stunt Records) vorlegte; das gemeinsame Quintett mit Nils Petter Molvær, Klavs Hovman und Ole Rømer veröffentlichte 1993 das Album Being beim selben Label. Sie gehörte zudem zur Jazzgruppe 90. Später leitete sie ihr eigenes Trio, mit dem sie auch in der Schweiz auf Tournee war. Ihre Bands spielten meist ihre eigenen Kompositionen.